# Daniel Schmidt
Daniel Schmidt (シュミット・ダニエル Shumitto Danieru?, Illinois, Estados Unidos, 3 de febrero de 1992) es un futbolista japonés que juega como guardameta en el Nagoya Grampus de la J1 League.

## Trayectoria

### Clubes
| Club                            | País    | Año       |
| ------------------------------- | ------- | --------- |
| Vegalta Sendai                  | Japón   | 2014-2019 |
| Roasso Kumamoto (cedido)        | Japón   | 2014      |
| Roasso Kumamoto (cedido)        | Japón   | 2015      |
| Matsumoto Yamaga F. C. (cedido) | Japón   | 2016      |
| Sint-Truidense                  | Bélgica | 2019-2023 |
| K. A. A. Gante                  | Bélgica | 2024-2025 |
| Nagoya Grampus                  | Japón   | 2025-     |

## Selección nacional

### Participaciones en Copas del Mundo
| Mundial      | Sede  | Resultado        | Partidos | Goles |
| ------------ | ----- | ---------------- | -------- | ----- |
| Mundial 2022 | Catar | Octavos de final | 0        | 0     |

## Vida privada
Es hijo de padre germano-estadounidense y madre japonesa.